# Gamma Tauri
Gamma Tauri (γ Tauri, γ Tau) ist ein Stern im Sternbild Taurus. Er hat eine scheinbare Helligkeit von 3,65 mag und ist rund 160 Lichtjahre entfernt. Gamma Tauri ist ein Mitglied der Hyaden. Der Stern trägt den historischen Eigennamen Hyadum I (Primus Hyadum oder Prima Hyadum, „Erster der Hyaden“).